# 1 (자라 라슨의 음반)
《1》은 스웨덴의 가수 자라 라슨의 데뷔 정규 앨범이다. 2014년 10월 1일, 텐 뮤직 그룹과 유니버설 뮤직 그룹을 통해 스칸디나비아 국가에서 독점적으로 발매되었다. 이 음반은 스웨덴에서 40,000장, 덴마크에서 10,000장이 판매되어 각각 플래티넘과 골드 인증을 받았다. 이후 2024년 1월 30일, 모든 디지털 플랫폼을 통해 국제적으로 발매되었다.

## 싱글
〈Bad Boys〉는 2013년 10월 13일 리드 싱글로 발매되었다. 이 곡은 덴마크에서 33위, 스웨덴에서 27위를 기록했다. 〈Carry You Home〉은 2014년 5월 12일 두 번째 싱글로 발매되었다. 이 곡은 스웨덴에서 최고 3위를 기록하며 상위 5위 안에 들었고, 체코, 덴마크에서도 차트에 진입했다.
〈Rooftop〉은 2014년 9월 15일 세 번째 싱글로 발매되었으며, 스웨덴에서 6위를 기록했다. 〈Weak Heart〉는 2015년 1월 12일 네 번째이자 마지막 싱글로 발매되었다. 이 곡은 스웨덴에서 53위를 기록했으며, 해당 앨범에서 가장 낮은 순위를 기록한 싱글이 되었다.

## 평가
《1》은 대체로 긍정적인 평가를 받았다. A Music Blog, Yea?의 카일 코피어는 본작에 호평을 남기며 다음과 같이 평했다: “동료 가수들, 심지어 더 나이가 많고 경험이 많은 이들조차 감정 표현이 부족한 경우가 많지만, 〈She's Not Me〉의 파트 1과 파트 2에서 드러나는 '자신감 있는 전 여자친구'에서 '동요하는 전 연인'으로의 어조 변화는 소름 끼친다.” 그는 자라 라슨의 보컬이 나이에 비해 훨씬 성숙하다고 칭찬했으며, “현재 그녀는 흥미롭고, 젊고, 인상적인 아티스트로, 아직 그 한계를 알 수 없으며 훌륭한 데뷔작을 낸 상태다—그 정도면 충분하지 않을까. 앞으로 자라 라슨을 더욱 주의 깊게 지켜보게 될 것”이라며 평을 맺었다. Press Play OK는 본작에 다소 엇갈린 반응을 보이며, “라슨의 곡들은 인생 경험에 기반한 실질적인 깊이가 부족하다. 〈Skipping a Beat〉는 올리 머스의 비슷한 곡을 변주한 것이며, 〈Rooftop〉은 단조롭다”고 평했다.

## 상업적 성과
《1》은 세 개국에서 차트 진입에 성공했다. 덴마크에서는 33위, 노르웨이에서는 28위를 기록했으며, 스웨덴 음반 차트에서는 정상을 차지했다.

## 곡 목록
| #            | 제목                              | 작사·작곡                                                                  | 프로듀서                    | 재생 시간 |
| ------------ | --------------------------------- | -------------------------------------------------------------------------- | --------------------------- | --------- |
| 1.           | 〈Skippin a Beat〉                | Jacob Kasher Hindlin Rickard Göransson Tove Lo Kevin Figueiredo Teddy Pena | O.C. Kevin Figs Mack [a]    | 2:43      |
| 2.           | 〈Wanna Be Your Baby〉            | Claude Kelly Marcus "Mack" Sepehrmanesh Colin Norman                       | Norman Kelly Robert Habolin | 3:04      |
| 3.           | 〈Rooftop〉                       | Mack Göransson Mathieu Jomphe Nick Ruth                                    | Billboard Ruth Mack         | 3:59      |
| 4.           | 〈Never Gonna Die〉               | Ethan "Baby E" Lowery Tommy Tysper                                         | Tysper A.C.                 | 3:46      |
| 5.           | 〈Carry You Home〉                | Elof Loelv                                                                 | Loelv                       | 4:14      |
| 6.           | 〈Can't Hold Back〉               | Ashley Rose Melvin Hough II Rivelino Wouter                                | Mel & Mus Habolin [a]       | 3:40      |
| 7.           | 〈Weak Heart〉                    | Mack Robert Habolin Patrizia Helander                                      | Loelv Habolin [a]           | 2:59      |
| 8.           | 〈If I Was Your Girl〉            | Mack Tim Denéve Ted Krotkiewski                                            | JUNGLE Mack [a]             | 2:39      |
| 9.           | 〈Secret〉                        | Elina Stridh Simon Hassle Benjamin Johansson Grace Tither                  | Hassle Johansson            | 2:43      |
| 10.          | 〈Endless〉                       | Erik Hassle Daniel Ledinsky Andre Price                                    | Grizzly                     | 2:46      |
| 11.          | 〈Still in My Blood〉             | Alx Reuterskiöld Kim Wennerström                                           | Habolin                     | 3:11      |
| 12.          | 〈Uncover〉 (2014 버전)           | Mack Habolin Gavin Jones                                                   | Habolin Erik Arvinder       | 3:34      |
| 13.          | 〈Bad Boys〉                      | Mack                                                                       | Loelv Mack [a] Habolin [a]  | 2:09      |
| 14.          | 〈She's Not Me, Pt. 1 and Pt. 2〉 | Mack Joel Humlin                                                           | Mack Naiv                   | 5:33      |
| 총 재생 시간 | 총 재생 시간                      | 총 재생 시간                                                               | 총 재생 시간                | 47:00     |

### 참조
- ^[a] 는 보컬 프로듀서를 의미한다.

## 차트
| 차트 (2014–15)                   | 최고 순위 |
| -------------------------------- | --------- |
| 덴마크 앨범 (히트리스튼)         | 33        |
| 노르웨이 앨범 (VG-리스타)        | 28        |
| 스웨덴 앨범 (스베리예토프리스탄) | 1         |

| 차트 (2014)                      | 순위 |
| -------------------------------- | ---- |
| 스웨덴 앨범 (스베리예토프리스탄) | 59   |
| 차트 (2015)                      | 순위 |
| 스웨덴 앨범 (스베리예토프리스탄) | 39   |

## 인증
| 국가                               | 인증     | 판매량/출하량 |
| ---------------------------------- | -------- | ------------- |
| 덴마크 (IFPI Danmark)              | 골드     | 10,000        |
| 스웨덴 (GLF)                       | 플래티넘 | 40,000        |
| 판매량+스트리밍을 기반으로 한 인증 |          |               |

## 발매 역사
| 지역     | 날짜            | 포맷                        | 레이블      | 각주   |
| -------- | --------------- | --------------------------- | ----------- | ------ |
| 스웨덴   | 2014년 10월 1일 | CD 디지털 다운로드 스트리밍 | 텐 유니버설 | [ 22 ] |
| 덴마크   | 2014년 10월 6일 | 디지털 다운로드 스트리밍    | 텐 에픽     | [ 23 ] |
| 노르웨이 | 2014년 10월 6일 | 디지털 다운로드 스트리밍    | 텐 에픽     | [ 24 ] |
| 전세계   | 2024년 1월 30일 | 디지털 다운로드 스트리밍    | 텐 에픽     | [ 25 ] |